# Tribalus australis
Tribalus australis är en skalbaggsart som först beskrevs av Macleay 1871.  Tribalus australis ingår i släktet Tribalus och familjen stumpbaggar. Inga underarter finns listade i Catalogue of Life.